# Hexenküche im Kaufertsberg
Die Hexenküche im Kaufertsberg ist eine Karsthöhle bei Lierheim, einem Ortsteil von Möttingen im Landkreis Donau-Ries in Bayern.

## Lage
Die Höhle befindet sich etwa 200 Meter östlich von Lierheim am Kaufertsberg.

## Beschreibung
Der Hang fällt gegen Süden zum Talgrund der Eger ab und bildet ein wenig überhängendes Felsdach (Abri). Ein Gang führt von dort in den Berg hinein zu der oben offenen Höhlenruine „Hexenküche“. Die Höhle ist ein Naturdenkmal, im Höhlenkataster Fränkische Alb (HFA) mit der Katasternummer M 14 und vom Bayerischen Landesamt für Umwelt als Geotop 779R007 und als Bodendenkmal D-7-7129-0200 ausgewiesen.
Die Höhle gab nur wenige altsteinzeitliche Funde wie Steingeräte und Tierknochen vom Ende des Eiszeitalters frei. Von Bedeutung ist die Kopfbestattung eines Mannes mit dem zugehörigen Unterkiefer und den beiden ersten Halswirbeln.